# Vrelo (Cazin)
Pour les articles homonymes, voir Vrelo.
Vrelo (en cyrillique : Врело) est un village de Bosnie-Herzégovine. Il est situé dans la municipalité de Cazin, dans le canton d'Una-Sana et dans la fédération de Bosnie-et-Herzégovine. Selon les premiers résultats du recensement bosnien de 2013, il compte 230 habitants.

## Démographie

### Évolution historique de la population
| 1948 | 1953 | 1961 | 1971 | 1981 | 1991 | 2013 |
| ---- | ---- | ---- | ---- | ---- | ---- | ---- |
| -    | -    | 300  | 293  | 231  | 269  | 230  |

|  |

### Communauté locale
En 1991, la communauté locale de Vrelo comptait 1 203 habitants, répartis de la manière suivante :